# Ali Liaquat
Ali Liaquat (Okara, 6 agosto 1983) è un velocista pakistano.

## Biografia
Vincitore di numerosi titoli nazionali nei 100 e 200 metri piani lungo tutta la sua carriera, Liaquat ha debuttato internazionalmente nel 2009 prendendo parte ai Mondiali di Berlino. Ha preso parte ai Giochi olimpici di Londra 2012, fermandosi nel turno preliminare. Liaquat ha preso parte a numerose competizioni a livello regionale, andando a medaglia soprattutto ai Giochi dell'Asia meridionale.

## Palmarès
| Anno | Manifestazione                    | Sede           | Evento      | Risultato   | Prestazione | Note                          |
| ---- | --------------------------------- | -------------- | ----------- | ----------- | ----------- | ----------------------------- |
| 2009 | Mondiali militari                 | Sofia          | 100 m piani | Semifinale  | 10"61       |                               |
| 2009 | Mondiali militari                 | Sofia          | 200 m piani | Semifinale  | 21"84       |                               |
| 2009 | Mondiali                          | Berlino        | 100 m piani | Batteria    | 10"64       | Miglior prestazione personale |
| 2010 | Giochi dell'Asia meridionale      | Dacca          | 100 m piani | Bronzo      | 10"63       |                               |
| 2010 | Giochi dell'Asia meridionale      | Dacca          | 200 m piani | Bronzo      | 21"27       |                               |
| 2011 | Campionati asiatici               | Kōbe           | 100 m piani | Batteria    | dq          |                               |
| 2011 | Giochi mondiali militari          | Rio de Janeiro | 100 m piani | Semifinale  | 10"72       |                               |
| 2012 | Campionati asiatici indoor        | Hangzhou       | 60 m piani  | Semifinale  | 6"99        |                               |
| 2012 | Giochi olimpici                   | Londra         | 100 m piani | Preliminare | 10"90       |                               |
| 2013 | Campionati asiatici               | Pune           | 100 m piani | Semifinale  | 10"64       |                               |
| 2013 | Campionati asiatici               | Pune           | 200 m piani | 7º          | 21"41       |                               |
| 2013 | Mondiali                          | Mosca          | 200 m piani | Batteria    | 21"90       |                               |
| 2014 | Campionati asiatici indoor        | Hangzhou       | 60 m piani  | Batteria    | 6"92        |                               |
| 2015 | Campionati asiatici               | Wuhan          | 100 m piani | Semifinale  | 10"66       |                               |
| 2015 | Campionati asiatici               | Wuhan          | 200 m piani | Semifinale  | 21"43       |                               |
| 2015 | Mondiali                          | Pechino        | 200 m piani | Batteria    | 21"55       |                               |
| 2015 | Giochi mondiali militari          | Mungyeong      | 100 m piani | Semifinale  | 11"02       |                               |
| 2015 | Giochi mondiali militari          | Mungyeong      | 200 m piani | Batteria    | 21"87       |                               |
| 2016 | Giochi dell'Asia meridionale      | Guwahati       | 100 m piani | 5º          | 10"83       |                               |
| 2016 | Giochi dell'Asia meridionale      | Guwahati       | 200 m piani | Bronzo      | 21"53       |                               |
| 2016 | Giochi dell'Asia meridionale      | Guwahati       | 4×100 m     | Argento     | 40"56       |                               |
| 2017 | Giochi della solidarietà islamica | Baku           | 100 m piani | Semifinale  | 21"73       |                               |
| 2017 | Giochi della solidarietà islamica | Baku           | 4×100 m     | Finale      | dq          |                               |
| 2018 | Giochi asiatici                   | Giacarta       | 100 m piani | Batteria    | 11"01       |                               |
| 2018 | Giochi asiatici                   | Giacarta       | 4×100 m     | Batteria    | 40"56       |                               |